# Herlegaud
Herlegaud, auch Erlegaud oder Herregaud (* 8. Jahrhundert; † um 820), war Benediktiner, Abt der Abtei Saint-Bénigne in Dijon sowie Archidiakon von Langres.

## Leben
Herlegaud entstammte einer der ersten und einflussreichsten Familien im Königreich Burgund, die insbesondere im Gebiet um Dijon begütert war.
Mit der Übernahme der Abtswürde in der Abtei Saint-Bénigne zu Beginn des 9. Jahrhunderts widmete sich Herlegaud insbesondere der Wiederherstellung der klösterlichen Disziplin, die unter seinen Vorgängern zunehmend gelitten hatte. Insbesondere die Armutsforderung, wie sie in der Regula Benedicti niedergelegt war, fand unter den Mönchen der Abtei geringen Anklang – so erzielten nicht wenige der Klosterbrüder Einkünfte aus Grundbesitz und Eigentum, welche sie von Verwandten erhalten hatten.  
Herlegaud bemühte sich, solche Missbräuche zu reformieren, hatte jedoch mit erheblichen Widerständen zu kämpfen. Im Jahr 819 ging er mit gutem Beispiel voran und überschrieb der Abtei, der er als Leiter vorstand, sein gesamtes väterliches Erbe. Mit dem gleichen Eifer gelang es Herlegaud im selben Jahr, Kaiser Ludwig den Frommen, Graf Amadeus von Oscheret und andere Grundherren dazu zu bewegen, finanzielle Mittel für die Wiederherstellung der baufälligen Klosterbasilika zur Verfügung zu stellen.
Den Abschluss der Restaurierungsarbeiten konnte Herlegaud nicht mehr erleben, da er kurze Zeit darauf, um 820, verstarb.